# 日本国に対する領空侵犯
本項目では、日本国に対する領空侵犯（にほんこくにたいするりょうくうしんぱん、英語: Violations of Japanese airspace）について概説する。一覧を含む。

## 日本国に対する領空侵犯と対応

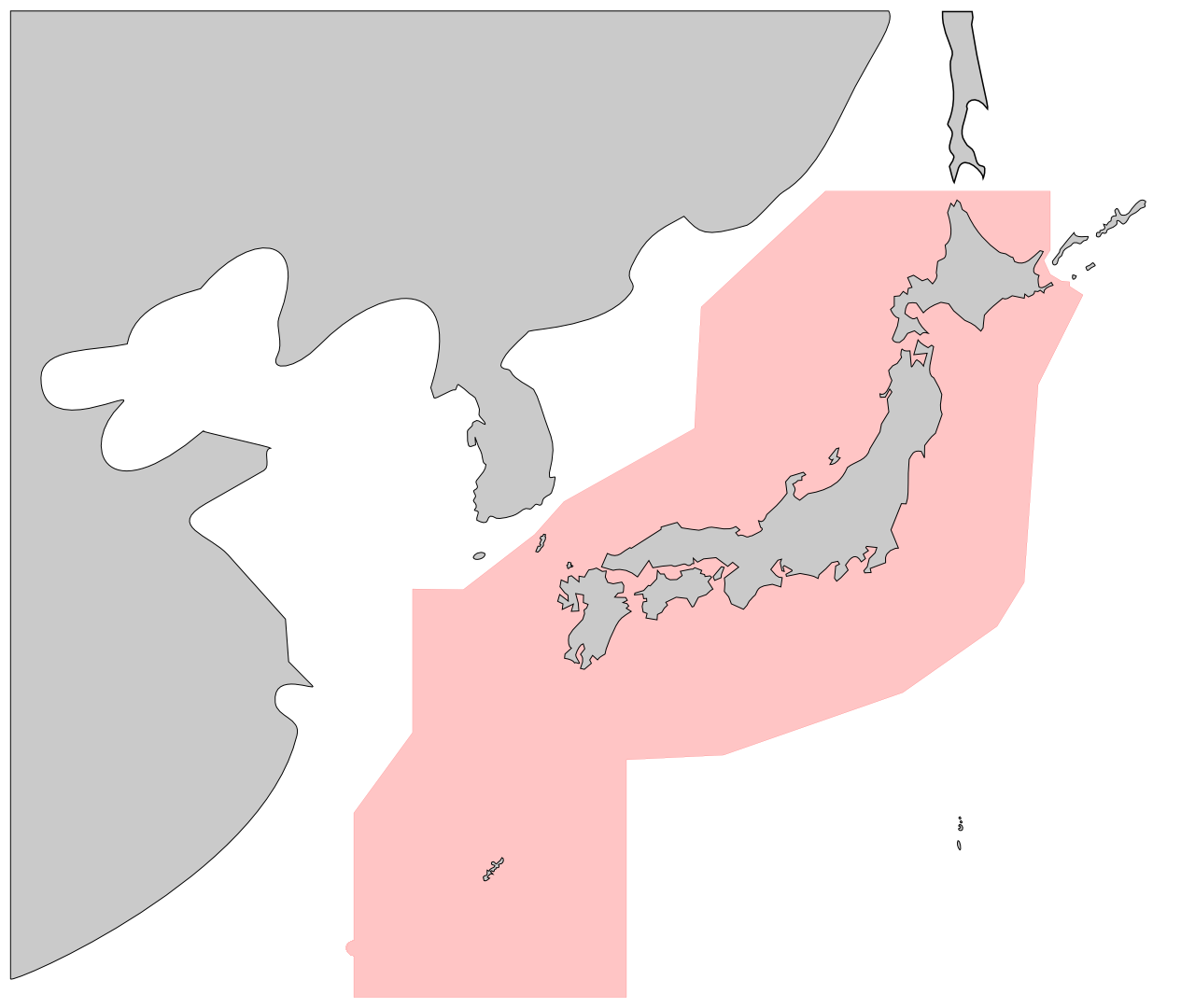
日本の防空識別圏

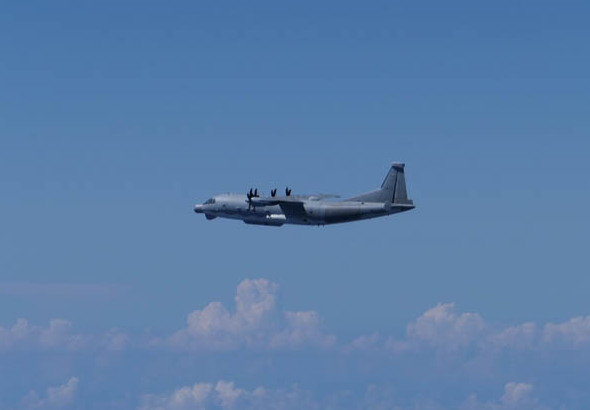
日本の領空を侵犯する中国軍のY-9（航空自衛隊撮影）

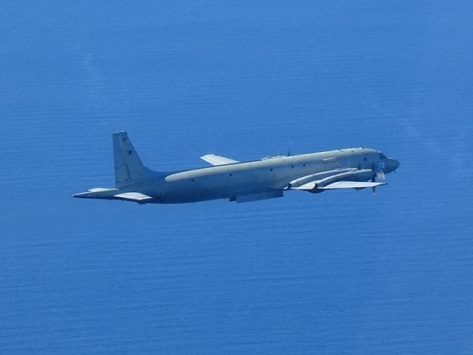
日本の領空を侵犯するロシア軍のIl-38（航空自衛隊撮影）

### 一覧
1958年から現在まで以下の通り日本国に対する領空侵犯が報告されている。これら不法行為に対し航空自衛隊が対応している。
尖閣諸島周辺で領海領空を主張し、防空識別圏を設定（尖閣諸島防空識別圏問題）している中華人民共和国に対するスクランブル発進が、2010年代以降増加傾向にある。
| No | 年月日                     | 領空侵犯された場所       | 侵犯国 | 機種・機数                                               |
| -- | -------------------------- | ------------------------ | ------ | -------------------------------------------------------- |
| 49 | 2025年（令和7年）5月3日    | 沖縄県尖閣諸島           | 中国   | 中国海警局船の艦載ヘリコプター×1                         |
| 48 | 2024年（令和6年）9月23日   | 北海道礼文島沖           | ロシア | Il-38哨戒機×1                                            |
| 47 | 2024年（令和6年）8月26日   | 長崎県男女群島沖         | 中国   | Y-9情報収集機×1                                          |
| 46 | 2023年（令和5年）10月31日  | 北海道根室半島沖         | ロシア | ヘリコプター（推定）×1                                   |
| 45 | 2022年（令和4年）3月2日    | 北海道知床岬領海         | ロシア | ヘリコプター（推定）×1                                   |
| 44 | 2021年（令和3年）9月12日   | 北海道知床岬領海         | ロシア | An-26×1                                                  |
| 43 | 2020年（令和2年）10月2日   | 北海道知床岬領海         | ロシア | Mi-8ヘリコプター×1（ロシア国立航空救急隊による救急ヘリ） |
| 42 | 2019年（令和元年）7月23日  | 島根県竹島付近           | ロシア | A-50早期警戒管制機×1                                     |
| 41 | 2019年（令和元年）6月20日  | 東京都八丈島付近         | ロシア | Tu-95爆撃機×1                                            |
| 40 | 2019年（令和元年）6月20日  | 沖縄県南大東島付近       | ロシア | Tu-95爆撃機×2                                            |
| 39 | 2017年（平成29年）5月18日  | 沖縄県尖閣諸島           | 中国   | 無人航空機                                               |
| 38 | 2015年（平成27年）9月15日  | 北海道根室付近           | ロシア | 漁業監視機？                                             |
| 37 | 2013年（平成25年）8月22日  | 福岡県沖ノ島北西         | ロシア | Tu-95爆撃機×2                                            |
| 36 | 2013年（平成25年）2月7日   | 北海道利尻島南西         | ロシア | Su-27戦闘機×2                                            |
| 35 | 2012年（平成24年）12月13日 | 沖縄県魚釣島             | 中国   | Y-12輸送機×1                                             |
| 34 | 2008年（平成20年）2月9日   | 東京都伊豆諸島孀婦岩     | ロシア | Tu-95爆撃機×1                                            |
| 33 | 2005年（平成18年）1月25日  | 北海道礼文島北方         | ロシア | An-72輸送機×1                                            |
| 32 | 2001年（平成13年）4月11日  | 青森県久六島西方         | ロシア | Su-24戦闘爆撃機×1                                        |
| 31 | 2001年（平成13年）4月11日  | 北海道礼文島北方         | ロシア | 不明×1                                                   |
| 30 | 2001年（平成13年）2月14日  | 北海道礼文島上空         | ロシア | Tu-22M爆撃機×2、不明×2                                   |
| 29 | 1995年（平成7年）3月23日   | 北海道礼文島上空         | ロシア | MiG-31戦闘機×1                                           |
| 28 | 1994年（平成6年）3月25日   | 沖縄県尖閣諸島           | 台湾   | B-350輸送機×1                                            |
| 27 | 1993年（平成5年）8月31日   | 青森県久六島西方         | ロシア | Il-20輸送機×1                                            |
| 26 | 1992年（平成4年）7月28日   | 長崎県対馬東方           | ロシア | Tu-154輸送機×2                                           |
| 25 | 1992年（平成4年）5月7日    | 北海道枝幸沖             | ロシア | 不明×1                                                   |
| 24 | 1992年（平成4年）4月10日   | 北海道礼文島、稚内北西   | ロシア | An-12輸送機×1                                            |
| 23 | 1991年（平成3年）8月15日   | 北海道礼文島北方         | ソ連   | Tu-95爆撃機×2                                            |
| 22 | 1991年（平成3年）7月6日    | 北海道根室半島南方       | ソ連   | An-30×1                                                  |
| 21 | 1989年（平成1年）4月21日   | 北海道礼文島北方         | ソ連   | 不明×1                                                   |
| 20 | 1987年（昭和62年）12月9日  | 沖縄県沖縄本島           | ソ連   | Tu-16爆撃機×1                                            |
| 19 | 1987年（昭和62年）8月27日  | 北海道礼文島北方         | ソ連   | 不明×1                                                   |
| 18 | 1985年（昭和61年）2月6日   | 北海道礼文島北方         | ソ連   | 不明×1                                                   |
| 17 | 1983年（昭和59年）11月23日 | 福岡県沖ノ島北西         | ソ連   | Tu-95爆撃機×1、Tu-142哨戒機×1                            |
| 16 | 1983年（昭和59年）11月12日 | 福岡県沖ノ島北西         | ソ連   | Tu-16爆撃機×1                                            |
| 15 | 1982年（昭和58年）11月15日 | 福岡県沖ノ島北西         | ソ連   | Tu-16爆撃機×1、Tu-95爆撃機×1                             |
| 14 | 1982年（昭和58年）10月15日 | 北海道知床岬北東         | ソ連   | 不明×2                                                   |
| 13 | 1981年（昭和57年）4月3日   | 長崎県男女群島西方       | ソ連   | Il-62輸送機×1                                            |
| 12 | 1981年（昭和56年）7月24日  | 北海道礼文島上空         | ソ連   | 不明×1                                                   |
| 11 | 1981年（昭和56年）6月6日   | 北海道礼文島上空         | ソ連   | Il-14哨戒機×1                                            |
| 10 | 1980年（昭和55年）8月18日  | 長崎県五島列島南東       | ソ連   | Il-62輸送機×1                                            |
| 09 | 1980年（昭和55年）6月29日  | 石川県舳倉島北東         | ソ連   | Il-38哨戒機×2                                            |
| 08 | 1979年（昭和54年）11月15日 | 沖縄県尖閣諸島南方       | ソ連   | Tu-95爆撃機×2                                            |
| 07 | 1978年（昭和53年）12月5日  | 北海道礼文島上空         | ソ連   | 不明×1                                                   |
| 06 | 1978年（昭和53年）3月17日  | 長崎県対馬東方           | ソ連   | Tu-95爆撃機×1                                            |
| 05 | 1977年（昭和52年）9月7日   | 長崎県五島列島西方       | ソ連   | Tu-95爆撃機×2                                            |
| 04 | 1976年（昭和51年）9月6日   | 北海道函館空港           | ソ連   | MiG-25戦闘機×1                                           |
| 03 | 1975年（昭和50年）9月24日  | 東京都式根島・神津島上空 | ソ連   | Tu-95爆撃機×2                                            |
| 02 | 1974年（昭和49年）2月7日   | 北海道礼文島上空         | ソ連   | 不明×1                                                   |
| 01 | 1967年（昭和42年）8月19日  | 北海道礼文島上空         | ソ連   | 不明×1                                                   |

### 対応手順

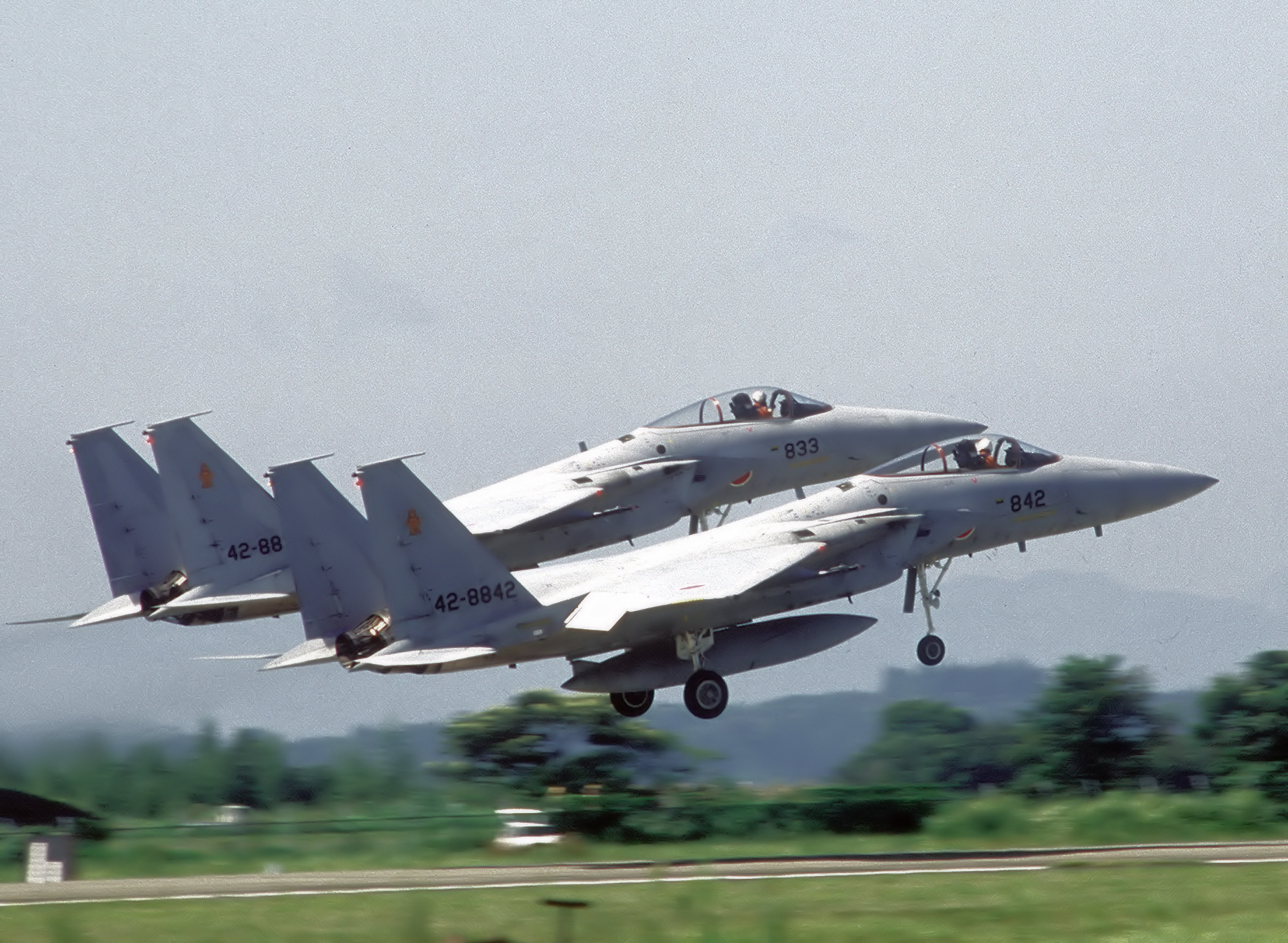
離陸する2機のF-15J
航空自衛隊では2機編成でスクランブルを行う

日本においては自衛隊法第84条に基づき、領空侵犯に対しては航空自衛隊が対応している。この対応は自衛権ではなく、あくまでも警察権の行使の一環として行われる。
防空識別圏における識別不明機に対する対応手順は以下の順となっている。
1. 空中早期警戒機・レーダーサイト等が、防空識別圏に接近している識別不明機を探知する。
2. 提出されている飛行計画と照合する。
3. レーダーサイトが当該機に航空無線機の国際緊急周波数121.5MHzおよび243MHzで日本国航空自衛隊であることを名乗り、英語または当該国の言語で領空接近の通告を実施する。
4. 戦闘機をスクランブル発進させて目視で識別する。
5. 戦闘機からの無線通告をする。
  1. 「貴機は日本領空に接近しつつある。速やかに針路を変更せよ。」
6. 領空侵犯の無線警告と、当該機に向けて自機の翼を振る「我に続け」の警告を見せる。
  1. 「警告。貴機は日本領空を侵犯している。速やかに領空から退去せよ。」
  2. 「警告。貴機は日本領空を侵犯している。我の指示に従え。」
  3. 「You are approaching Japanese airspace territory. Follow my guidance.」
  4. 当該対象航空機の母国語での警告[要検証 – ノート]
7. 信号弾又はフレアを発射するなどして警告を実施する。ただし、政府の見解によれば、信号弾やフレアの使用は「武器の使用」[10][11]には当たらないとされている。
8. 領空侵犯機を日本国内の空港に強制的に着陸させることを試みる。
9. 自機、僚機が攻撃された場合、国土や船舶が攻撃された場合は、自衛戦闘を行う[12]。

ただし、自衛隊法第84条には「着陸させる」か「領空外へ退去させる」の二つしかなく、軍用機による侵犯行為であっても、それに対する攻撃について明確な記述はない。自機や国土に対する正当防衛・緊急避難に該当するような場合、例えばスクランブルの際に2機編成で対処中に1機が攻撃を受けたような場合、もう1機が目標に対して攻撃を加えることは自衛隊法第84条の規定から可能であると解されている。過去の国会答弁では、爆撃機が我が国上空において飛行した際、爆弾倉を開いてまさに爆撃を行おうとしている際は、これを撃墜することも可能であるとされている。武器の使用など（信号弾・フレアによる警告を含む。）は各方面航空隊司令官の命令に基づいて行われるが、緊急の場合にはパイロットの判断で使用しても問題ないとするのが政府見解である。
近年、アメリカにおけるスパイ気球の問題を受けて対領空侵犯措置に対する内部基準が改訂され、、無人気球などが民間航空機の航路を阻害したり、あるいは墜落の危険性があったりする場合には、武器を使用して撃墜することも可能となった。

### スクランブル発進
冷戦下では一年間に944回スクランブル発進した年もあり、大半はソ連軍機であった。冷戦終結後は、150回前後まで減少したが、そのほとんどがロシア連邦軍機によるものである。その後、中国軍機を原因とするものが増加し2014年度には一年間に943回となった。2006年度には、ロシア軍機を原因としたスクランブル発進が196回、中国軍機を原因としたものが22回、台湾軍機を原因としたものが8回、その他、韓国軍機・米軍機などを原因としたものが13回行われている。
2014年度には、ロシア軍機を原因としたスクランブル発進が473回、中国軍機を原因としたものが464回、台湾軍機を原因としたものが1回、その他を原因としたものが5回行われている。冷戦期には自衛隊・在日米軍の迎撃能力や周波数等の情報収集のために、ソ連機が頻繁に日本領空に接近していたほか、現在では中国軍機とみられる戦闘機が多くなっている。
気球など対処の必要が無いと判断された機体に対してはスクランブル発進を行わないこともある。
なお、スクランブル発進は領空侵犯をされるおそれがある場合に行うため、「スクランブルを行った回数 = すなわち領空侵犯の回数」とはならない。

## 日本国に対する領空侵犯事件
日本国に対する領空侵犯のうち特筆される事例について記す。

### ベレンコ中尉亡命事件
1976年にソビエト連邦軍現役将校ヴィクトル・ベレンコが、MiG-25迎撃戦闘機で日本の函館空港に着陸し、亡命を求めた事件。この事件において自衛隊は、MiG-25を発見できず着陸を許してしまったため、攻撃目的の場合でも同様に航空自衛隊の防空網を簡単に突破されてしまう危険が露呈した。その後早期警戒機E-2Cが導入されるなどし防空網の強化がなされた。

### 対ソ連軍領空侵犯機警告射撃事件
冷戦下のソ連軍機による領空侵犯は20回以上発生しているが、1987年（昭和62年）に発生したこの事例は陸・海・空の自衛隊が創設以来初めて警告射撃（信号射撃による警告）を行った事件として有名である。なお、政府見解では信号弾は武器には当たらないので、厳密に言えば「武器の使用」ではない。

### 中国機尖閣諸島領空侵犯事件
2012年12月13日、尖閣諸島上空で領空侵犯した中国国家海洋局所属の航空機（Y-12）を、海上保安庁の巡視船が視認した。航空無線機にて国外退去を要求し、さらに防衛省へ通報した。この事件は、領空侵犯した航空機を海上保安庁の巡視船が国外退去を促した初の事例である。

### ロシア軍哨戒機領空侵犯フレア発射事件
2024年9月23日13時から15時にかけて、北海道礼文島沖でロシア軍のIl-38哨戒機1機が日本の領空を3度にわたって侵犯した。これに対し、航空自衛隊のF-15J及びF-35A戦闘機が緊急発進（スクランブル）を行い、3度目の領空侵犯時に北部航空方面隊司令官の判断で、戦闘機がフレアを発射して警告を行なった。対領空侵犯措置でフレアを発射して警告を実施するのは初めてで、無線や機体動作以外の手段で警告を行なったのは、前掲の対ソ連軍領空侵犯機警告射撃事件以来2例目である。